# La Belle de Saïgon
Pour les articles homonymes, voir Belle.
Pour plus de détails, voir Fiche technique et Distribution.

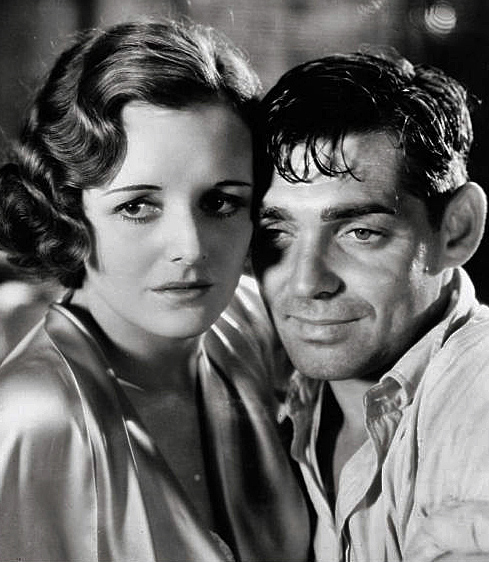
Clark Gable et Mary Astor

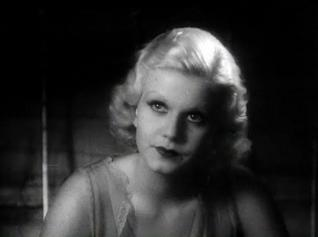
Jean Harlow

La Belle de Saïgon (Red Dust) est un film américain en noir et blanc réalisé par Victor Fleming, sorti en 1932.
Le film se déroule dans une plantation de caoutchouc en Indochine française pendant la saison des moussons. Dennis Carson, le propriétaire et gérant de la plantation, Vantine, une prostituée, et Barbara Willis, la femme de l'ingénieur Gary Willis, sont impliqués dans un triangle amoureux.
Un remake sera tourné en 1953 par John Ford : Mogambo, avec Clark Gable, Ava Gardner et Grace Kelly, dans lequel l'intrigue se passait en Afrique. John Lee Mahin est le scénariste des deux films.

## Synopsis
Dennis Carson dirige une plantation de caoutchouc dans l'Indochine sous domination française. Le soir, Guidon, son contremaitre alcoolique, est retrouvé ivre mort dans la plantation. Alors que Carson et McQuarg son second, le ramènent dans sa chambre, ils tombent sur Vantine, une prostituée venue de Saïgon. Elle se montre très à l'aise dans l'environnement rude de la plantation et ne cesse de faire des blagues tout en taquinant Carson dès qu'elle le rencontre. Son séjour étant temporaire, elle doit prendre le bateau qui longe le fleuve pour retourner à Saigon. 
Gary Willis, un jeune ingénieur inexpérimenté arrive à la plantation pour travailler avec Carson. Il est accompagné de son épouse, Barbara. Carson est immédiatement attiré par la jeune femme, qui se montre distante. Entre-temps Vantine revient à la plantation après que le bateau la ramenant, ait subi des avaries. Dans la plantation Gary Willis, déjà malade lors du trajet, voit sa fièvre aller en s'aggravant. En l'absence d'un médecin à proximité, Carson le soigne et le veille durant trois jours. Cet évènement rapproche Barbara et Carson, celle-ci lui témoignant sa reconnaissance d'avoir sauvé son mari. 
Après avoir envoyé Gary faire un long voyage d'étude, il passe la semaine suivante à séduire Barbara sous le regard jaloux de Vantine. Pendant ce temps, Guidon lance à Gary des insinuations sur l'infidélité de son épouse, ce qui provoque une bagarre entre les deux hommes. Carson réussit à persuader Barbara de quitter Gary, mais se rétracte quand les deux hommes vont chasser un tigre dans le marais, Gary lui apprenant à quel point il aime Barbara. À son retour dans la plantation, Carson s'enivre avec Vantine. Inquiète du bruit, Barbara descend un pistolet à la main, et les découvre tous les deux par terre. Carson profite de la situation pour retourner les sentiments de Barbara contre lui en prétendant qu'il ne l'a jamais aimée. Barbara lève son pistolet et tire sur Carson, juste au moment où Gary revient à la plantation et entre dans la cabane alerté par le coup de feu. Vantine fait alors croire à Gary que Barbara a rejeté les avances de Carson, touché au bras mais sans gravité. Cela permet à de sauver le mariage et la réputation de Barbara. Le film se termine après que Carson a renvoyé les Willis, avec Vantine qui lui lit des histoires pour s'endormir alors qu'il se remet de sa blessure par balle.

## Fiche technique
- Titre : La Belle de Saïgon
- Titre original : Red Dust
- Réalisation : Victor Fleming
- Scénario : John Lee Mahin, d'après la pièce de Wilson Collison
- Dialogues additionnels : Donald Ogden Stewart (non crédité)
- Photographie : Harold Rosson
- Décors : Cedric Gibbons
- Costumes : Adrian
- Montage : Blanche Sewell
- Producteur : Irving Thalberg et Hunt Stromberg
- Société de production : Metro-Goldwyn-Mayer et Victor Fleming Production
- Pays de production :  États-Unis
- Langue originale : anglais américain
- Format : noir et blanc — son : mono (Western Electric Sound System)
- Genre : aventure, drame
- Durée : 83 minutes
- Dates de sortie : 
  - États-Unis : 22 octobre 1932
  - France : 28 avril 1933

## Distribution
- Clark Gable : Dennis Carson
- Jean Harlow : Vantine Jefferson
- Gene Raymond : Gary Willis
- Mary Astor : Barbara Willis
- Donald Crisp : Guidon
- Tully Marshall : Mac McQuarg
- Forrester Harvey : Limey
- Willie Fung : Hoy

## Distinction
- National Film Preservation Board en 2006.